# Grzeczny i grzeszny
Grzeczny i grzeszny (ang. Youth in Revolt) – amerykańska komedia z 2009 roku w reżyserii Miguela Arteta.

## Fabuła
Nastoletni Nick Twisp (Michael Cera) prowadzi nudne życie. Zmienia się to, gdy podczas wakacji zakochuje się w Sheeni (Portia Doubleday). Ona jednak ma już chłopaka, na dodatek religijni rodzice bardzo jej pilnują. Nick, by zdobyć jej serce, z grzecznego chłopca zamienia się w podrywacza.

## Obsada
- Michael Cera jako Nick Twisp / François Dillinger
- Portia Doubleday jako Sheeni Saunders
- Jean Smart jako Estelle Twisp
- Mary Kay Place jako pani Saunders
- Zach Galifianakis jako Jerry
- Justin Long jako Paul Saunders
- Ray Liotta jako Lance Wescott
- Steve Buscemi jako George Twisp
- M. Emmet Walsh jako Phil
- Jonathan Bradford Wright jako Trent Preston
- Erik Knudsen jako Lefty
- Adhir Kalyan jako Vijay Joshi
- Fred Willard jako pan Ferguson
- Ari Graynor jako Lacey
- Rooney Mara jako Taggarty
- Jade Fusco jako Bernice Lynch
- Lise Lacasse jako Matron